# Област H I
Област H I е облак в междузвездната среда, съставен от неутрален атомен водород (H I), в допълнение към местното изобилие от хелий и други елементи. H е химическият символ за водорода, а "I" е римската цифра. В астрономията е обичайно да се използва римската цифра I за неутрални атоми, II за единично йонизирани (H II, но H+ в други науки), III за двойно йонизирани (напр. OIII е O++ )и т.н. Тези области не излъчват откриваема видима светлина (освен в спектрални линии от елементи, различни от водород), но са наблюдавани от спектралната линия на област 21 cm (1420 MHz). Тази линия има много ниска марковска верига, така че изисква големи количества водороден газ, за да бъде видяна. На йонизационните фронтове, където областите H I се сблъскват с разширяващ се йонизиран газ (като област H II ), последният свети по-ярко от обикновено. Степента на йонизация в област H I е много малка – около 10−4 (т.е. една частица на 10 000). При типични междузвездни налягания в галактики като Млечния път, областите H I са най-стабилни при температури под 100 K или над няколко хиляди K; газът между тези температури се нагрява или охлажда много бързо, за да достигне един от стабилните температурни режими. В рамките на една от тези фази газът обикновено се счита за изотермичен, освен в близост до разширяваща се област H II. 

## Картографиране
Картографирането на емисии HI с радиотелескоп е техника, използвана за определяне на структурата на спиралните галактики. Използва се и за картографиране на гравитационни полета между галактиките. Когато две галактики се сблъскат, материалът се издърпва на нишки, което позволява на астрономите да определят в каква посока се движат галактиките.
Областите H I ефективно абсорбират фотони, които са достатъчно енергични, за да йонизират водород, което изисква енергия от 13,6 електронволта. Те се срещат навсякъде в галактиката Млечен път, а дупката на Локман е един от малкото „прозорци“ за ясни наблюдения на отдалечени обекти при екстремни ултравиолетови и меки рентгенови лъчи.